# New York (lettertype)
New York is de naam van een lettertype met schreef. Het werd in 1983 ontworpen voor het besturingssysteem van de Apple Macintosh computer door Susan Kare, Charles Bigelow en Kris Holmes. Het was oorspronkelijk getiteld "Rosemont" en het behoorde tot de reeks van lettertypes voor de Macintosh die allemaal naar een wereldstad werden genoemd (Monaco, Geneva, Chicago). New York was het standaardlettertype met schreef voor het oude besturingssysteem Mac OS. 
Het was ontworpen als een rasterlettertype en getransformeerd naar een TrueType. Inmiddels is het in het nieuwe Mac OS X besturingssysteem vervangen door Lucida.